# Messes de Noël

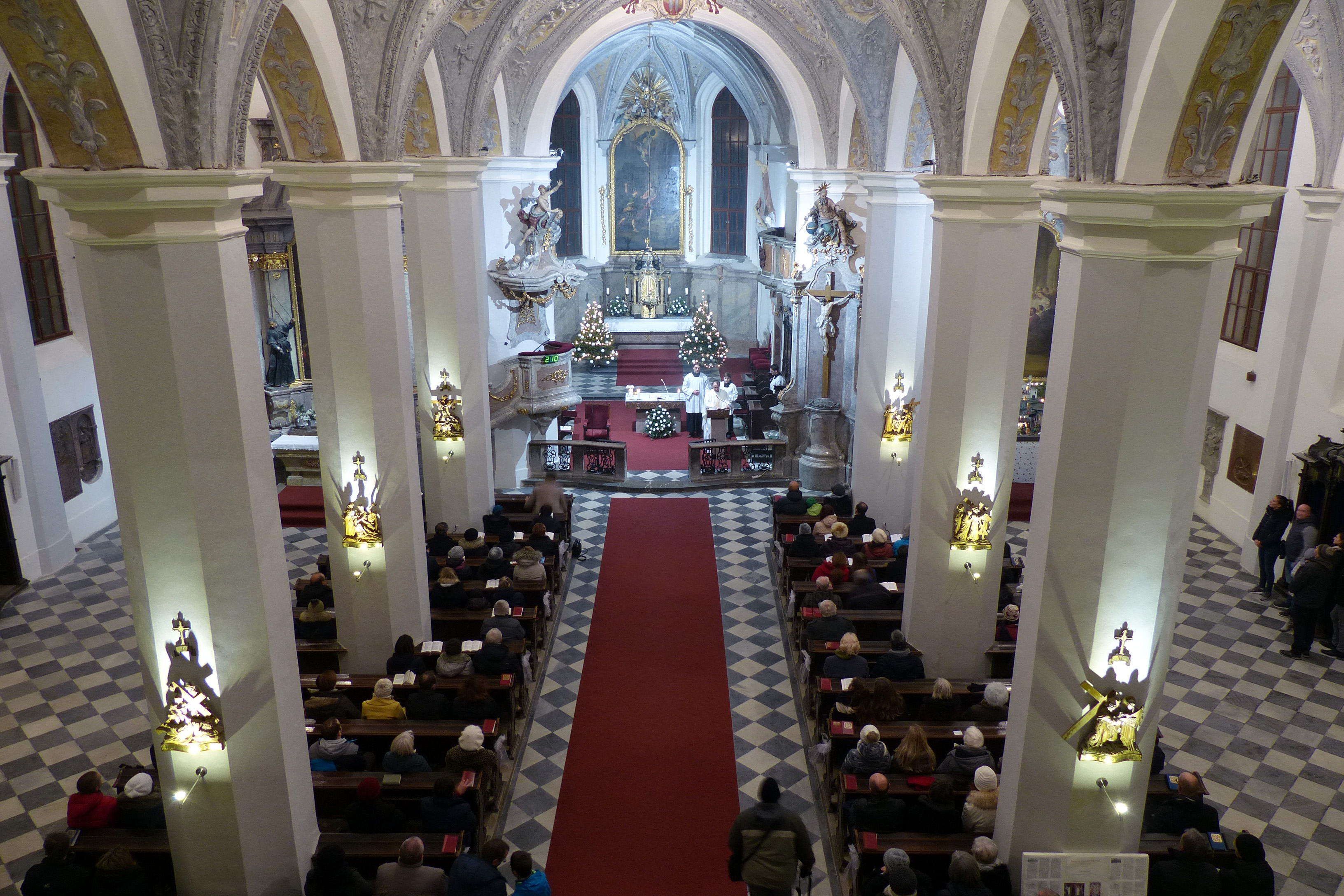
Messe de Minuit à l'église Saint-Venceslas de Mikulov en Tchéquie (2018).

Les Messes de Noël sont au nombre de quatre et célèbrent la Nativité.

## Présentation
Dans le calendrier liturgique catholique actuellement en vigueur, un cycle de quatre messes est prévu pour célébrer avec toute la solennité nécessaire l'un des deux événements liturgiques majeurs de l'année, à savoir la naissance de Jésus à Bethléem, traditionnellement nommée « Nativité », Noël dans la dénomination courante.
Les messes prévues en cette occasion sont :
- la messe de la Vigile de la Nativité du Seigneur, célébrée la veille au coucher du soleil ;
- la messe de la Nuit, souvent appelée « messe de Minuit », car traditionnellement célébrée à cette heure pendant des siècles, du fait du jeûne eucharistique ;
- la messe de l'Aurore, célébrée impérativement avant le lever du soleil, souvent vers 6 ou 7 h le jour de Noël ;
- la messe du Jour de Noël, célébrée après le lever du soleil.

Les trois dernières messes de Noël sont parfois dénommées « les trois messes de Noël », (voir par exemple le conte Les Trois Messes basses d'Alphonse Daudet).